# Gerry Weber Open 2016
Gerry Weber Open 2016 byl tenisový turnaj pořádaný jako součást mužského okruhu ATP World Tour, který se hrál na otevřených travnatých dvorcích v areálu s centrkurtem Gerry Weber Stadion. Probíhal mezi 13. až 19. červnem 2016 v severoněmeckém Halle jako dvacátý čtvrtý ročník turnaje.
Turnaj s celkovým rozpočtem 1 826 275 eur a odměnami hráčům 1 700 610 eur podruhé patřil do kategorie ATP World Tour 500. Nejvýše nasazeným tenistou ve dvouhře se stal opět třetí tenista světa a trojnásobný obhájce titulu Roger Federer ze Švýcarska. Jako poslední přímý účastník do hlavní soutěže ve dvouhře  nastoupil 64. tuniský hráč žebříčku Malek Džazírí.
Singlový titul získal domácí Florian Mayer, kterému na turnaji zajistila účast žebříčková ochrana, když do něj vstupoval z 192. pozice žebříčku ATP. Deblovou soutěž obhájila dvojice Raven Klaasen a Rajeev Ram, pro něž to byla druhá společná trofej na okruhu ATP Tour. 

## Rozdělení bodů a finančních odměn

### Rozdělení bodů
| Soutěž  | vítězové | finalisté | semifinalisté | čtvrtfinalisté | 16 v kole | 32 v kole | Q  | Q2 | Q1 |
| ------- | -------- | --------- | ------------- | -------------- | --------- | --------- | -- | -- | -- |
| dvouhra | 500      | 300       | 180           | 90             | 45        | 0         | 20 | 10 | 0  |
| čtyřhra | 500      | 300       | 180           | 90             | 0         | —         | —  | —  | —  |

### Finanční odměny
| Soutěž                              | vítězové | finalisté | semifinalisté | čtvrtfinalisté | 16 v kole | 32 v kole | 64 v kole | Q2     | Q1     |
| ----------------------------------- | -------- | --------- | ------------- | -------------- | --------- | --------- | --------- | ------ | ------ |
| dvouhra                             | €386 925 | €181 720  | €90 235       | €45 115        | €22 860   | €12 030   | €0        | €2 005 | €1 105 |
| čtyřhra                             | €114 070 | €53 990   | €26 000       | €13 520        | €7 080    | —         | —         | —      | —      |
| částka ve čtyřhře je uvedena na pár |          |           |               |                |           |           |           |        |        |

## Dvouhra

### Nasazení hráčů
| Země                          | Hráč                  | ATP | Nasazení |
| ----------------------------- | --------------------- | --- | -------- |
| Švýcarsko                     | Roger Federer         | 3.  | 1.       |
| Japonsko                      | Kei Nišikori          | 6.  | 2.       |
| Rakousko                      | Dominic Thiem         | 7.  | 3.       |
| Česko                         | Tomáš Berdych         | 8.  | 4.       |
| Belgie                        | David Goffin          | 11. | 5.       |
| Španělsko                     | David Ferrer          | 14. | 6.       |
| Srbsko                        | Viktor Troicki        | 21. | 7.       |
| Německo                       | Philipp Kohlschreiber | 26. | 8.       |
| Žebříček ATP k 6. červnu 2016 |                       |     |          |

### Jiné formy účasti na turnaji
Následující hráči obdrželi divokou kartu do hlavní soutěže:
- Dustin Brown
- Taylor Fritz
- Jan-Lennard Struff

Následující hráči postoupili z kvalifikace:
- Benjamin Becker
- Ernests Gulbis
- Serhij Stachovskyj
- Júiči Sugita

### Odhlášení
před začátkem turnaje
- Gaël Monfils → nahradil jej Denis Kudla

v průběhu turnaje
- Kei Nišikori

### Skrečování
- Gaël Monfils
- Kei Nišikori

## Čtyřhra

### Nasazení párů
| Země                                                                      | Hráč           | Země      | Hráč           | ATP | Nasazení |
| ------------------------------------------------------------------------- | -------------- | --------- | -------------- | --- | -------- |
| USA                                                                       | Bob Bryan      | USA       | Mike Bryan     | 9.  | 1.       |
| Polsko                                                                    | Łukasz Kubot   | Rakousko  | Alexander Peya | 37. | 2.       |
| Jižní Afrika                                                              | Raven Klaasen  | USA       | Rajeev Ram     | 45. | 3.       |
| Finsko                                                                    | Henri Kontinen | Austrálie | John Peers     | 48. | 4.       |
| Žebříček ATP k 6. červnu 2016; číslo je součtem umístění obou členů páru. |                |           |                |     |          |

### Jiné formy účasti
Následující páry obdržely divokou kartu do hlavní soutěže:
- Julian Knowle /  Florian Mayer
- Alexander Zverev /  Mischa Zverev

Následující pár postoupil z kvalifikace:
- Brian Baker /  Denis Istomin

Následující pár postoupil jako lucky loser:
- Santiago González /  Scott Lipsky

## Přehled finále

### Mužská dvouhra
- Florian Mayer vs.  Alexander Zverev, 6–2, 5–7, 6–3

### Mužská čtyřhra
- Raven Klaasen /  Rajeev Ram vs.  Łukasz Kubot /  Alexander Peya, 7–6(7–5), 6–2